# Romuald Božek

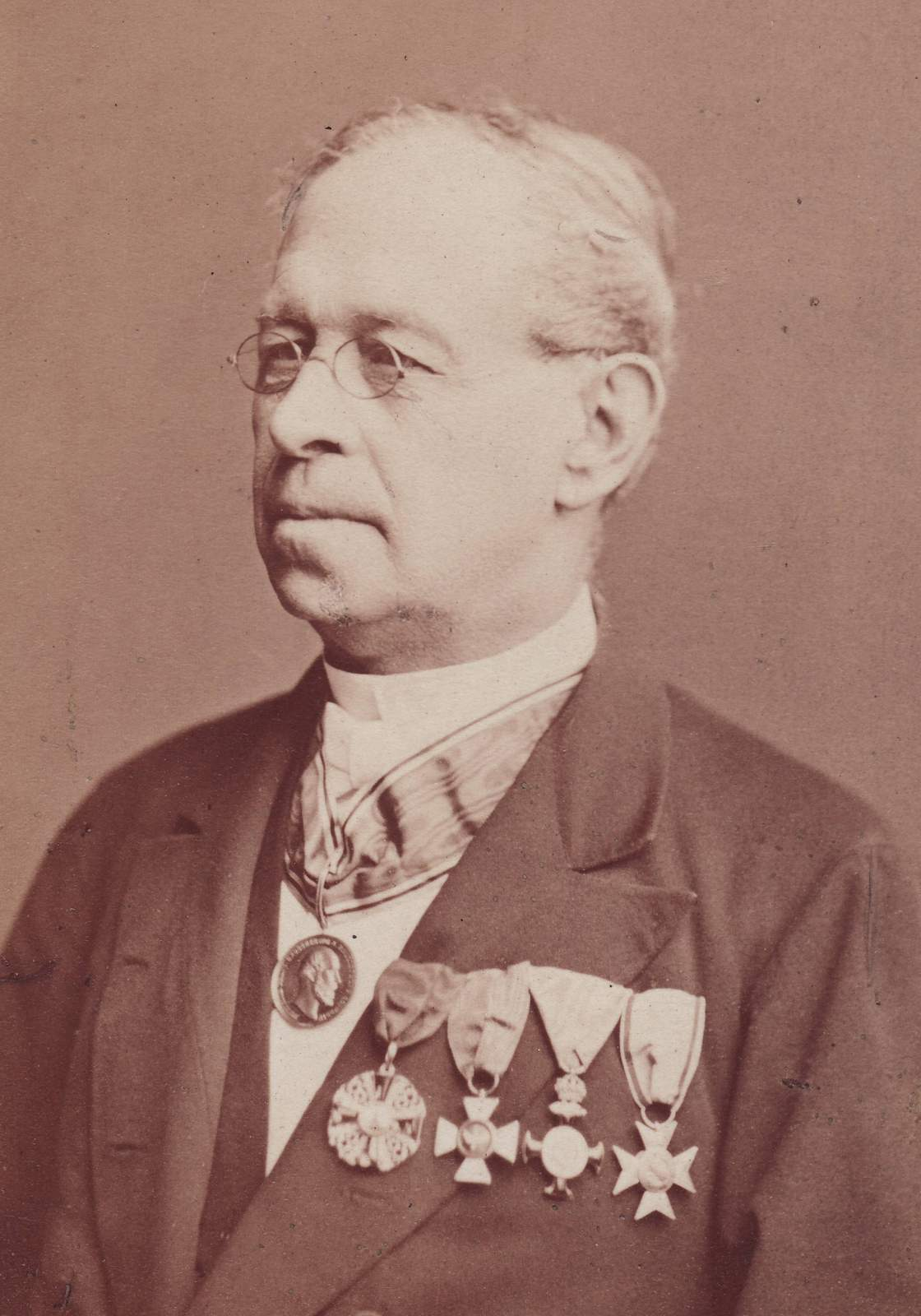
Romuald Božek

Romuald Božek (* 6. Februar 1814 in Prag; † 30. April 1899 ebenda) war ein tschechischer Erfinder und Konstrukteur.

## Leben
Der jüngere Sohn tschechischen Erfinders Josef Božek besuchte erst das Gymnasium, danach studierte an der Philosophischen Fakultät und am Polytechnischen Institut in Prag.
Die Zeit Božeks als Techniker begann Anfang der 1830er Jahre, als er begann, in der Werkstatt seines Vaters zu arbeiten. Sein Schwerpunkt wurde die praktische Anwendung der Mechanik-Theorie. Das Projektieren von Wasserwerken und der Bau von Wassermaschinen stellten einen bedeutenden Teil der technischen Arbeit Romuald Božeks dar. Nach dem Projekt von technischen Anlagen für das Wasserwerk auf der Sophieinsel in Prag und nach dessen Realisierung im Jahre 1854 wurde Romuald Božek der Posten des Inspektors der Prager Wasserwerke übertragen.
Seine spätere aktive Beteiligung an der Rekonstruktion der Prager astronomischen Rathausuhr von 1410 ist durch seine Turmuhrenentwürfe bewiesen, die noch vor der Rekonstruktion im Jahre 1864 angefertigt wurden.

## Erfindungen und Patente
- Konstruktion medizinischen Geräten (um 1831)
- Erfinder neuer Musikinstrumente (1838–1864)
- Keiserpatent für Eisenbahnfahrgestell (1842)
- Patent für Sicherheitseinrichtungen für den Straßentransport (1837)
- Erfindungen in der Uhrentechnik (Chronometrie)
- Erfindungen in der Theatersicherheitstechnik und Bühnentechnik (1852)
- Erfindungen zur Mechanisierung der Hausarbeiten.
- Pionier der böhmischen Wasserwerktechnik